# 緣點洱尺蛾
緣點洱尺蛾（学名：Trichopterigia kishidai）为尺蛾科洱尺蛾屬下的一个种。